# Хотимский район
Хо́тимский райо́н (бел. Хоцімскі раён) — административная единица на востоке Могилёвской области Республики Беларусь. Административный центр — городской посёлок Хотимск.
Численность населения — 9 425 человек (1 января 2025 года).

## География
Площадь — 858,87 км².
Основные реки — Беседь с притоками Еленка, Ольшовка, Жадунька.
Самый восточный район в стране и области.

## Геральдика
Герб и флаг утверждены решением Хотимского районного исполнительного комитета от 13 декабря 2001 года № 13-16. Зарегистрированы в Гербовом матрикуле Республики Беларусь 22 декабря 2001 года № 75. 

## История
Район образован 17 июля 1924 г. В 1924—1927 годах находился в составе Калининского округа, в 1927—1930 годах — в Могилёвском округе, в 1930—1931 и 1935—1938 годах — в прямом республиканском подчинении, с 1938 года — в Могилёвской области. 8 июля 1931 года Хотимский район был упразднён, его территория разделена между Климовичским (2 сельсовета) и Костюковичским (11 сельсоветов) районами. В 1935 году район образован повторно.
В годы Великой Отечественной войны был оккупирован немецкими захватчиками, которые уничтожили 700 мирных граждан. 26 сентября 1943 года Хотимск в числе первых районных центров Беларуси был освобожден от захватчиков войсками Брянского фронта.
17 апреля 1962 года район был упразднён, его территория разделена между Климовичским (2 сельсовета) и Костюковичским (6 сельсоветов) районами. 30 июля 1966 года вновь образован на прежней территории в составе 7 сельсоветов и городского посёлка Хотимск (Тростинский сельсовет был упразднён в период его пребывания в Климовичском районе, а его территория отошла к Забелышинскому сельсовету, который был возвращён в состав Хотимского района; в 1971 году этот сельсовет образован повторно).
20 октября 1995 года административные единицы Хотимский район и посёлок Хотимск, имеющие общий административный центр, объединены в одну административную единицу — Хотимский район. 
В 2009 году на территории района был упразднён Яновский сельсовет и изменены границы Тростинского сельсовета Хотимского района путём включения в его состав территории упраздненного Яновского сельсовета, в том числе населенные пункты Беседский Прудок, Василевка-1, Василевка-2, Дружба, Круглый, Канавка, Молуновка, Озеровка, Ольшов-2, Пограничник, Шелодоновка, Яновка.
В 2011 году упразднён Чернявский сельсовет.
В 2013 году были упразднены Батаевский и Боханский сельсоветы.

## Административно-территориальное деление
Район делится на городской посёлок Хотимск и 5 сельсоветов:
- Берёзковский
- Беседовичский
- Великолиповский
- Забелышинский
- Тростинский

Упразднённые сельсоветы:
- Батаевский
- Боханский
- Чернявский
- Яновский

## Демография
Численность населения — 9 425 человек (на 1 января 2025 года), в том числе городское — 5 996 человек (Хотимск — 5 996 человек), сельское — 3 429 человек.
Численность населения — 9 877 человек (1 января 2023 года), в том числе в городских условиях (Хотимск) проживают — 6 139 человек, в сельских — 3 738 человек.
Население района составляет 10 218 человек (на 1 января 2019 года). Всего в районе наряду с Хотимском насчитывается 93 сельских населённых пункта.
По данным переписи 1999 года население района составляло 17 700 человек. 1989 — 18,6 тыс.,
1979 — 19,4 тыс., 1959 — 25,9 тыс. человек.
В ходе переписи 2019 года 91,31 % жителей района назвали себя белорусами, 5,68 % — русскими, 0,71 % — украинцами, 0,11 % — поляками.
| Численность населения с 1939 года: |        |        |        |        |        |        |        |        |        |
| 1939                               | 1959   | 1970   | 1979   | 1989   | 1996   | 2001   | 2002   | 2003   | 2004   |
| 33 642                             | 24 928 | 21 862 | 19 412 | 18 201 | 17 800 | 16 438 | 16 042 | 15 524 | 15 133 |
| 2005                               | 2006   | 2007   | 2008   | 2009   | 2010   | 2011   | 2012   | 2013   | 2014   |
| 14 654                             | 14 233 | 13 846 | 13 529 | 13 336 | 12 968 | 12 638 | 12 253 | 11 936 | 11 615 |
| 2015                               | 2016   | 2017   | 2018   | 2019   | 2020   | 2021   | 2022   | 2023   | 2024   |
| 11 338                             | 10 977 | 10 639 | 10 389 | 10 218 |        |        |        | ▼9 877 |        |
| 2025                               |        |        |        |        |        |        |        |        |        |
| ▼9 425                             |        |        |        |        |        |        |        |        |        |

На 1 января 2019 года 18,3 % населения района были в возрасте моложе трудоспособного, 51,6 % — в трудоспособном возрасте, 30,1 % — в возрасте старше трудоспособного. Средние показатели по Могилёвской области — 17,6 %, 56,9 % и 25,5 % соответственно. 52 % населения составляли женщины, 48 % — мужчины (средние показатели по Могилёвской области — 52,9 % и 47,1 % соответственно, по Республике Беларусь — 53,4 % и 46,6 %).
Коэффициент рождаемости в районе в 2018 году составил 11,5 на 1000 человек, коэффициент смертности — 19,6 (в областном центре — 9,3 и 9,9 соответственно). Средние показатели рождаемости и смертности по Могилёвской области — 10,5 и 13,6 соответственно, по Республике Беларусь — 10,8 и 12,6 соответственно. По уровню смертности район занимает 4-е место в области, уступая Бобруйскому, Чаусскому и Дрибинскому районам. Всего в 2017 году в районе родилось 122 и умерло 227 человек, в том числе в районном центре родилось 67 и умерло 94 человека.
В 2017 году в районе было заключено 63 брака (6 на 1000 человек, средний показатель по Могилёвской области — 7,1) и 28 разводов (2,7 на 1000 человек, средний показатель по Могилёвской области — 3,6).

## Экономика

### Сельское хозяйство
Общая посевная площадь сельскохозяйственных культур в организациях района (без учёта фермерских и личных хозяйств населения) в 2017 году составила 26 523 га (265 км², 16-е место в Могилёвской области). В 2017 году под зерновые и зернобобовые культуры было засеяно 10 709 га, под лён — 1100 га, под кормовые культуры — 13 843 га. Валовой сбор зерновых и зернобобовых культур в сельскохозяйственных организациях в 2017 году составил 35,5 тыс. т. По валовому сбору зерновых в 2017 году район занял 12-е место в Могилёвской области. Средняя урожайность зерновых в 2017 году составила 33,3 ц/га (средняя урожайность по Могилёвской области — 33,4 ц/га, по Республике Беларусь — 33,3 ц/га). По этому показателю район занял 6-е место в Могилёвской области. Валовой сбор льноволокна в 2017 году составил 1,3 тыс. т при урожайности 11,4 ц/га (средняя урожайность по Могилёвской области — 10,3 ц/га, по Республике Беларусь — 9,2 ц/га).
На 1 января 2018 года в сельскохозяйственных организациях района содержалось 23 тыс. голов крупного рогатого скота, в том числе 6,2 тыс. коров. По поголовью крупного рогатого скота район занял 11-е место в Могилёвской области. В 2017 году сельскохозяйственные организации района реализовали 2,4 тыс. т скота и птицы на убой (в живом весе) и произвели 24,9 тыс. т молока. По производству молока район занял 14-е место в Могилёвской области. Средний удой молока с коровы — 4153 кг (средний показатель по Могилёвской области — 4296 кг, по Республике Беларусь — 4989 кг).

## Транспорт
Через район проходят автодороги Хотимск — Климовичи и Хотимск — Костюковичи.

## Здравоохранение
В 2017 году в учреждениях здравоохранения района работало 20 врачей и 131 средний медицинский работник, в лечебных учреждениях было 79 больничных коек. Численность врачей в пересчёте на 10 тысяч человек — 19,3 (средний показатель по Могилёвской области — 34,6, по Республике Беларусь — 40,5), количество больничных коек в пересчёте на 10 тысяч человек — 76 (средний показатель по Могилёвской области — 83,1, по Республике Беларусь — 80,2). По этим показателям район занял 19-е и 3-е места в области соответственно.

## Образование
В 2017 году в районе насчитывалось 10 учреждений дошкольного образования (включая комплексы «детский сад — школа») с 0,4 тыс. детей. В 2017/2018 учебном году в районе действовало 10 учреждений общего среднего образования, в которых обучалось 1,2 тыс. учеников. По численности учеников район занял последнее место в области. В школах района работал 231 учитель. В среднем на одного учителя приходилось 5 учеников (среднее значение по Могилёвской области — 8,4, по Республике Беларусь — 8,7). Соотношение численности учеников на одного учителя самое низкое в Могилёвской области. В районном центре расположен Хотимский государственный профессиональный лицей № 16 (готовит трактористов-машинистов сельскохозяйственного производства, водителей грузовых автомобилей, электросварщиков, овощеводов, маляров, слесарей, штукатуров).

## Культура
В районном центре действует Хотимский историко-краеведческий музей, в котором собран 3761 музейный предмет основного фонда. В 2016 году музей посетили 11,3 тыс. человек (по этому показателю музей занял 14-е место в Могилёвской области). В музее действуют три постоянных экспозиции, посвящённых этнографии, природе, археологии и древней истории.

## Достопримечательность
- Свято-Троицкий собор в Хотимск

### Охраняемые природные памятники
- Берёзовая роща в деревне Боханы
- Енопольский парк в СПК «Колхоз «Октябрь — Березки»
- Лиственница — возраст около 300 лет и отдельно стоящий дуб такого же возраста — в деревне Ольшов Великолиповского сельсовета
- Два отдельно стоящих дуба (в урочище «Козловщина»), один из которых имеет возраст около 250 лет, диаметр 1,42 метра, высоту — 30 метров, второй — 270 лет, диаметр 1,7 метра, высоту — 33 метра
- Дуб около деревни Горня
- Урочище «Зайцев угол»
- Ботанические памятники природы местного значения: «Эталонное насаждение сосны Варваровское», «Эталонное насаждение сосны Буросовское», «Эталонное насаждение сосны Горнянское-1», «Эталонное насаждение сосны Горнянское-2», «Ивановская роща».
- Гидрологические памятники природы местного значения: «Святое озеро»,  «Святая криница».
- Заказники местного значения: «Лобня», «Ерошовщина».